# 2019年堺市長選挙
2019年堺市長選挙（2019ねんさかいしちょうせんきょ）とは、日本の地方自治体である大阪府堺市の市長を選出するために執行された選挙。
政令指定都市市長選挙では初めて令和に実施されるもので、2019年6月9日に投開票された。

## 概要
前市長の竹山修身（3期連続）が、自らの政治資金問題により辞職したことに伴う選挙である。
大阪維新の会からは、前回市長選で竹山に敗れた永藤英機元大阪府議会議員が5月7日に出馬を表明。一方、大阪都構想などの政策を巡り維新と対立関係にあった自由民主党では、5月11日に新たに大阪府連会長に就任した渡嘉敷奈緒美衆議院議員が大阪都構想の住民投票の実施を容認する意向を示し、都構想そのものへの賛否についても「ゼロベースで議論する」と述べ、賛成に転じる可能性に含みを持たせた。5月17日、渡嘉敷の方針に反発した堺市議会議員の野村友昭が自民党を離党した上で堺市長選への立候補を表明。翌18日には渡嘉敷が「物理的、時間的に私の考えに賛同する候補者で戦うのは難しい」と述べ、自民党大阪府連としての候補者擁立断念を表明。野村への推薦や支援も否定したが、党所属議員の個人としての応援は容認する考えを示した。選挙には他にNHKから国民を守る党代表で葛飾区議会議員の立花孝志も立候補を表明した。

## 選挙データ
- 選挙事由：前市長の辞職
- 告示日：2019年5月26日

### 投票日
- 2019年6月9日（即日開票）

### 選挙の争点
- 選挙戦では野村が堺市の都構想への参加が主な争点であるとし、都構想反対を主張したのに対し、永藤は堺の都構想への参加は時期尚早であるとし争点化を避け、前市長の政治資金問題をめぐる「政治とカネ」が争点だと主張するなど、噛み合わない論戦となった[8]。

## 立候補者
出典：
3名、立候補届け出順
| 候補者名（読みかた）         | 年齢 | 党派                | 肩書き           | 立候補者の公式サイト                               |
| ---------------------------- | ---- | ------------------- | ---------------- | -------------------------------------------------- |
| 野村友昭 （のむら ともあき） | 45   | 無所属              | 元堺市議会議員   | 野村ともあき｜政策で描く、新しい堺のまち、夢、未来 |
| 永藤英機 （ながふじ ひでき） | 42   | 大阪維新の会        | 元大阪府議会議員 | 堺市長選特設ホームページ2019｜大阪維新の会         |
| 立花孝志 （たちばな たかし） | 51   | NHKから国民を守る党 | 元葛飾区議会議員 | NHK党公式サイト                                    |

## 選挙結果
投開票の結果、永藤が僅差で野村を退けて当選。NHKが実施した当日の出口調査では、永藤は大阪維新の会と日本維新の会の支持層の90%余りを固めたほか、無党派層の30%台半ば、自民党支持層の約30%の支持を得た。野村は自民支持層から60%余りの支持を得たほか、無党派層から50%代後半の支持を集めた。
これにより、維新の会は、4月に行われた府知事と市長のダブル選挙･衆議院大阪12区補欠選挙に続けて3連勝となり、大阪府知事･大阪市長･堺市長の大阪のトップ3を初めて独占する形となった。
※当日有権者数：682,285人 最終投票率：40.83%（前回比：-3.48pts）
| 候補者名 | 年齢 | 所属党派            | 新旧別 | 得票数    | 得票率 | 推薦・支持 |
| -------- | ---- | ------------------- | ------ | --------- | ------ | ---------- |
| 永藤英機 | 42   | 大阪維新の会        | 新     | 137,862票 | 50.0%  |            |
| 野村友昭 | 45   | 無所属              | 新     | 123,771票 | 44.9%  |            |
| 立花孝志 | 51   | NHKから国民を守る党 | 新     | 14,110票  | 5.1%   |            |

| 区     | 永藤英機 | 永藤英機 | 野村友昭 | 野村友昭 | 立花孝志 | 立花孝志 |
| 区     | 得票     | %        | 得票     | %        | 得票     | %        |
| ------ | -------- | -------- | -------- | -------- | -------- | -------- |
| 合計   | 137,862  | 50.00%   | 123,771  | 44.89%   | 14,110   | 5.12%    |
| 堺区   | 23,118   | 47.55%   | 23,022   | 47.35%   | 2,483    | 5.11%    |
| 中区   | 17,628   | 49.05%   | 16,415   | 45.68%   | 1,894    | 5.27%    |
| 東区   | 15,018   | 47.96%   | 14,895   | 47.57%   | 1,399    | 4.47%    |
| 西区   | 21,758   | 50.60%   | 18,978   | 44.13%   | 2,268    | 5.27%    |
| 南区   | 27,855   | 54.13%   | 21,016   | 40.84%   | 2,587    | 5.03%    |
| 北区   | 26,068   | 48.78%   | 24,493   | 45.84%   | 2,876    | 5.38%    |
| 美原区 | 6,417    | 53.60%   | 4,952    | 41.36%   | 603      | 5.04%    |